# Bunny flambeur
Pour plus de détails, voir Fiche technique et Distribution.
Bunny flambeur, ou Comment faire un ragoût de lapin (All This and Rabbit Stew), est un dessin animé américain de la série Merrie Melodies, sur un scénario de Dave Monahan, réalisé en 1941, et mettant en scène Bugs Bunny et un chasseur noir.

## Synopsis
Un chasseur noir marche en traînant et chantonne dans une forêt, à la recherche de gibier. Il découvre le terrier de Bugs Bunny et menace le lapin avec son fusil depuis son entrée. Bugs, toujours dans le terrier, agite le drapeau blanc et se rend en levant ses mains hors du trou. Le chasseur le pousse en avant, lui et son trou de terrier, en dépit de toutes les lois de la physique, jusqu'à ce que le trou « monte » le long d'un tronc d'arbre.
Bugs provoque encore le chasseur. Le chasseur tire, détruit le tronc. Cependant, la fumée dissipée, Bugs se retrouve couché sur le canon de son fusil, tout sourire. Il enfonce le chapeau sur la tête du chasseur puis s'enfuit en « nageant » dans la terre. Le chasseur aveuglé s'affole et recherche son fusil. Bugs Bunny le lui donne gentiment puis indique la direction dans laquelle le « maudit lapin » se serait enfui. Le naïf chasseur se précipite avant de s'apercevoir de son erreur. Bugs l'appelle depuis un terrier. En colère noire contre le lapin, le chasseur le déloge avec une ventouse. Bugs lui enfonce à nouveau son chapeau puis le chatouille ; il s'échappe avec la ventouse collée à l'arrière-train et plonge dans le terrier. Le chasseur attrape la ventouse, mais c'est un putois qu'il trouve au bout. Le lapin l'attire ensuite dans une grotte. Ils y découvrent la présence d'un ours. Le chasseur se réfugie dans le terrier. On découvre que Bugs l'y a suivi, ainsi que... l'ours. Bugs et le chasseur fuient encore, se cachent derrière un arbre.
Bugs se retrouve sur les chaussures démesurément longues du noir qui déambule, où ses longues pattes de lapin logent à l'aise. Bugs s'en rend compte et fuit à nouveau. Le chasseur tire une volée de plombs en direction de Bugs. Ceux-ci forment une seule entité qui a sa vie propre, à la manière d'une nuée d'étourneaux. Elle poursuit Bugs de terrier en terrier et dans chacun de ses mouvements. Le lapin utilise un tronc creux au sol pour diriger le chasseur vers un précipice : il le tourne d'un demi-tour chaque fois que le chasseur se rend compte qu'il débouche sur le vide, jusqu'à la chute prévisible (cette scène sera reprise intégralement dans The Big Snooze (1946) de Bob Clampett, avec Elmer dans le rôle du chasseur). Le chasseur revient de sa chute en piteux état et complètement furieux. Bugs, menacé, tente de le calmer en lui montrant un jeu de dés. Enthousiaste, le chasseur l'emmène jouer aux dés derrière un buisson.
Finalement, Bugs gagne tout ce que possède le chasseur noir et sort revêtu de ses vêtements, en imitant son chant et sa démarche traînante. Le chasseur malchanceux se retrouve nu comme Adam, une feuille de vigne pour seul habit. Cela ne suffit pas encore au lapin : alors que l'iris se referme, marquant ainsi la fin du cartoon, on revoit Bugs souriant et tenant la feuille à la main comme un trophée.

## Fiche technique
Source IMDb
- Titre original (anglais) : All this and rabbit stew
- Titre en français : Comment faire un ragoût de lapin[2]
- Réalisation : Tex Avery
- Scénario : Dave Monahan
- Producteur : Leon Schlesinger
- Musique originale : Carl W. Stalling
- Montage : Treg Brown
- Distribution :
  - 1941 : Warner Bros. Pictures
  - 1985 :  Videomatic International Corporation (VHS)
  - 2017 : Warner Home Video (DVD)
- Format : couleurs (Technicolor) - 1,37:1  - 35 mm - procédé cinématographique : sphérique - son mono
- Musique : Carl W. Stalling
- Montage : Treg Brown (non crédité)
- Langue : anglais
- Genre : court métrage de dessin animé comique
- Durée : 7 minutes
- Date de sortie :
  - États-Unis : 20 septembre 1941

### Animateurs
- Virgil Ross : chargé d'animation
- Robert McKimson : chargé d'animation (non crédité)
- Rod Scribner (en) : chargé d'animation (non crédité)

### Orchestration
- Carl W. Stalling : directeur musical
- Milt Franklyn : chef d'orchestre (non crédité)

## Distribution

### Voix originales (non créditées)
- Mel Blanc : Bugs Bunny
- Danny Webb (en) : le chasseur noir

### Voix françaises
- Gérard Surugue : Bugs Bunny

## Censure
Ce dessin animé, par le fait qu'il dépeint des stéréotypes à caractère raciste envers les Afro-Américains, appartient à la série de onze cartoons censurés issus des séries Looney Tunes/Merrie Melodies. Ainsi, interdit en 1968 par les propriétaires, il n'a pas été rediffusé à la télévision américaine depuis. Mais des versions, du domaine public, ont cependant été diffusées par certains distributeurs.
La dernière scène, où Bugs s'empare de la feuille, est manquante dans plusieurs versions du dessin animé.

## Domaine public
Ni United Artists (UA), ni le groupe qui lui a transmis les droits (Associated Artists Productions ou a.a.p.) n'a pu accéder aux négatifs originaux en technicolor qui reposaient aux studios de la Warner. Ceci explique en partie que les versions disponibles dans le domaine public sont floues et décolorées.